# Kétpettyes rablópoloska
A kétpettyes rablópoloska (Platymeris biguttatus) a rovarok (Insecta) osztályába, félfedelesszárnyúak (Hemiptera) rendjébe és rablópoloskafélék (Reduviidae) családjába tartozó faj. Nagy mérete, érdekes színezete és viszonylag egyszerű tarthatósága miatt elterjedt terráriumi díszállat.

## Elterjedése
A kétpettyes rablópoloska természetes elterjedési területe Nyugat-Afrika. Esőerdős területek aljzatán él.

## Megjelenése
Nagy termetű, nagyjából 4 cm-es nagyságú faj. Szárnyuk hosszú, erezett, egészen a potroh végéig ér, de repülésre alkalmatlan. Alapszínezetük fekete, a szárnyakon kétoldalt kör alakú folt figyelhető meg, nevét is erről kapta. Combjain széles citromsárga sáv található.  Tora erős, robusztus felépítésű, tüskékkel díszített. A fej viszonylag kicsi, a két nagy összetett szem a fej két oldalán található. A fej erős szúró-szívó szájszervben végződik.

### Ivari dimorfizmus
A fajon belül könnyen elkülöníthetjük egymástól a különböző ivarú egyedeket, ugyanis a hímek potrohának hasi oldalán kúpszerű kitüremkedés látható, mely a nőstényeknél nem jelenik meg, ez a terület náluk lapos, két részre osztott. Ezenkívül a nőstények valamivel zömökebb testalkatukról is megkülönböztethetők a hímektől.

## Életmódja
Nyugat-Afrika trópusi, esőerdős területeinek talajszintjén él kisebb csoportokban. Aktív vadászok, főként nappal indulnak táplálékot keresni. Zsákmányaikat elsősorban kisebb rovarok teszik ki. A vadászat során a zsákmányt elülső lábaikkal megragadják és erős szájszervükkel bénító méreganyagot juttatnak bele, melyben emésztőenzimek is találhatók. A méreganyagtól az áldozat gyorsan megbénul, ezután a poloska kiszívja testnedveit.

### Szaporodás, egyedfejlődés
A párzás csak néhány másodpercig tart, és eldugott helyen zajlik, így nehezen megfigyelhető. A megtermékenyített nőstények naponta 1-2 fehér burkú, 3 mm nagyságú feketés színű petét hullajtanak a földre, melyekből nagyjából 2 hónap után kel ki a fiatal egyed. A fiatal egyedek eleinte vörösesbarna színezetűek, később a kifejlettekhez hasonló fekete színt kapnak. A kifejlett szárnyak és a rajtuk lévő fehér foltok csak az ivarérett példányokra jellemző. A nimfák 6-8 hónap alatt érik el az ivarérettséget, ettől fogva még nagyjából 1,5 évig élnek.
Hímek hiányában a nőstények szűznemzéssel is képesek reprodukálni önmagukat.

## Tartásuk

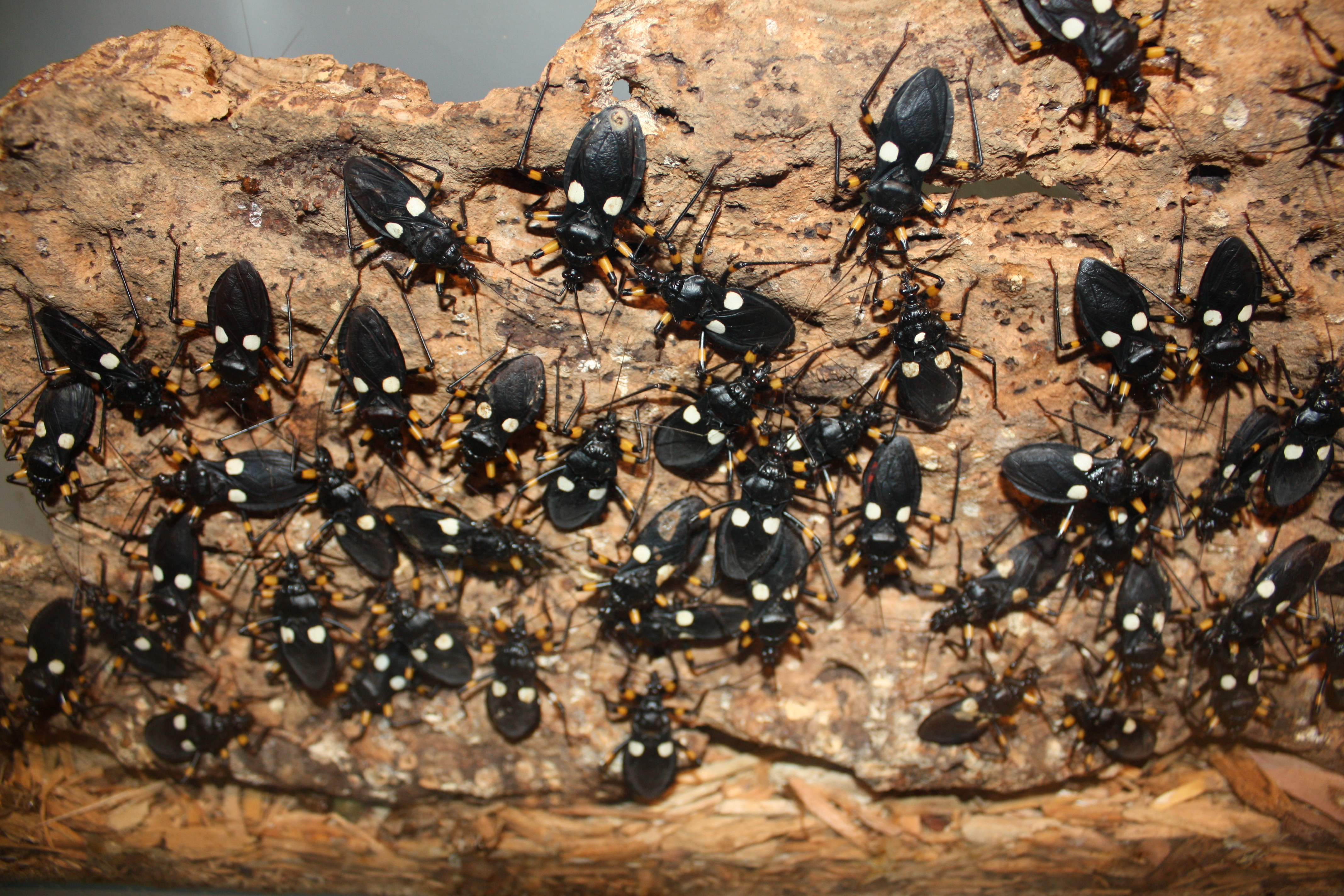
Nagy egyedszámú tenyészkolónia

Terráriumi tartásuk viszonylag egyszerű, az alapvető szabályok betartásával gyors, nagy szaporulat várható.
Az inszektárium alapterülete 30x20 cm legyen, magassága legalább 20 cm. Tetejét dróthálóval célszerű fedni. Szükség van megfelelő számú bujkálóra, amit fakérgek, kövek behelyezésével teremthetünk meg. Talajnak minimum 5 cm vastagon használhatunk virágföldet, kókuszrostot, tőzeget, homokot, vagy ezek keverékét. A talajt folyamatosan enyhén nedvesen kell tartani. A fiatal egyedek együtt tarthatók a kifejlettekkel, csak extrém zsúfoltság vagy táplálékhiány esetén kell kannibalizmusra számítanunk. Közvetlen világításra nincs szükségük, de a megfelelő, 24-30 °C-os hőmérséklet elérése érdekében használhatunk kisebb-nagyobb teljesítményű normál izzót. A relatív páratartalom 60-80% körül az ideális.
Táplálásukra bármilyen méretüknek megfelelő táplálékállat adható, például tücskök, csótányok, lisztkukac, stb.

### Védekezés
A kétpettyes rablópoloska táplálkozásra használt erős szájszervét védekezésre is tudja használni, az embernek is kellemetlen sérülést okozva ezzel. Szúrása rendkívül fájdalmas, duzzanat, hólyagok, bőrpír jelentkezhet a csípés körül. Egyes források szerint a méreganyagot akár 1 méteres távolságra is képes elspriccelni, akár az ember szemébe is, ezért a gondozásukhoz védőszemüveg is ajánlott. A rablópoloskák bármely fajának a méreganyag spriccelését még semmilyen hobbiállat tartó nem tudta megerősíteni, a nagyobb videómegosztó portálokon, ahol rengeteg videó és információ található róluk és fajtásaikról, még ott se található ilyen feljegyzés, emiatt az is elképzelhető, hogy ez csak legenda.

## Rokon fajok
Terráriumi tartásban két rokon faja a pirospettyes rablópoloska (Platymeris rhadamanthus) és egy eddig le nem írt faj a Platymeris sp. Mombo terjedt el, melyek tartása megegyezik a fenti fajéval.